# Alphaville, une étrange aventure de Lemmy Caution
Pour les articles homonymes, voir Alphaville.
Pour plus de détails, voir Fiche technique et Distribution.
Alphaville, une étrange aventure de Lemmy Caution (ou Alphaville) est un film franco-italien de science-fiction écrit et réalisé par Jean-Luc Godard sorti en 1965. Il reçoit l'Ours d'or à la Berlinale 1965.

## Synopsis
Dans une époque postérieure aux années 1960, les autorités des « pays extérieurs » envoient le célèbre agent secret Lemmy Caution (Eddie Constantine) en mission à Alphaville, une cité déshumanisée, éloignée de quelques années-lumière de la Terre. Là, le supercalculateur α-60 règne sur une société totalitaire dystopique. Seule la logique y est permise, les sentiments y sont interdits. Dans chaque chambre se trouve une « Bible », un dictionnaire répertoriant tous les mots juridiques et mis à jour quotidiennement. Ceux qui dévient sont condamnés au suicide ou exécutés. Au fur et à mesure que le film avance, il devient clair qu'Alphaville veut conquérir les pays du monde extérieur et planifie une guerre d'agression. Le scientifique principal et développeur de l'α-60 est Leonard von Braun (Howard Vernon), dont le portrait est accroché partout. Lemmy est chargé de neutraliser α-60 et le professeur von Braun. Il devrait également découvrir pourquoi un autre agent (Henry Dickson, Akim Tamiroff) n'envoie plus de rapports.
Lemmy, qui a surmonté la « distance intersidérale » dans sa Ford Galaxie, arrive dans la ville futuriste fermée d'Alphaville. Il se fait passer pour un journaliste du journal Figaro-Pravda. La programmeuse Natacha von Braun (Anna Karina), la fille de Leonard, a l'ordre de s'occuper de lui. Entre autres choses, elle le conduit à une étrange « célébration » au cours de laquelle des dissidents sont exécutés par des nageurs synchronisés devant une foule dans une piscine couverte. Dickson, l'autre agent, n'est d'aucune aide ; il est dévasté par la vie dans la dystopie et meurt pendant que Caution lui rend visite dans un hôtel bon marché. Après tout, Lemmy peut ébranler la loyauté de Natacha et la rapprocher en racontant le monde extérieur, en parlant de poésie et d'amour et en récitant des poèmes de Capitale de la douleur de Paul Eluard.
Son camouflage semble avoir été percé, car il est assassiné à plusieurs reprises, et lorsqu'il tente de forcer une conversation avec von Braun, ses gardes du corps le battent. Lemmy est emmené dans l'une des innombrables cellules d'interrogatoire associées à α-60. L'ordinateur (parlé par un patient laryngectomisé avec une aide vocale électrique) juge que Lemmy est au-dessus de la moyenne en intelligence, s'intéresse à ses opinions et le libère pour le moment. Lemmy retourne à l'hôtel et passe une nuit de poésie avec Natacha.
Le lendemain, il essaie de prendre contact avec le monde extérieur. Mais la guerre a commencé, les lignes sont brisées et Lemmy est de nouveau arrêté chez Natacha. De retour dans la cellule d'interrogatoire, Lemmy peut confronter α-60 à une énigme logiquement insoluble (la solution n'est pas donnée, c'est vraisemblablement « l'amour »). L'ordinateur commence à mettre tous ses composants pour résoudre ce puzzle.
En tant qu'agent ennemi, Lemmy est condamné à mort par α-60. Cependant, le condamné parvient sans difficulté à forcer la porte de la cellule, à tirer ou à secouer ses gardes et à entrer dans le palais central, où travaille von Braun, avec une voiture de patrouille détournée. (Les scènes d'action sont fortement aliénées.) Von Braun décline l'offre de retourner dans le monde extérieur et est abattu par Lemmy sans plus tarder. Alors que l'agent quitte le palais, il voit des résidents malades et mourants partout : le puzzle qu'il a mis en place α-60 a submergé et détruit l'ordinateur. Sans orientation, sans « lumière », peu de gens survivront à Alphaville. Lemmy retrouve Natacha et la ramène dans le monde extérieur. En voiture, toujours dans « l'espace intersidéral » (en fait, une autoroute parisienne), elle lui avoue son amour,.

## Fiche technique
- Film : Alphaville, une étrange aventure de Lemmy Caution
- Réalisation : Jean-Luc Godard
- Scénario : Jean-Luc Godard
- Musique : Paul Misraki
- Photographie : Raoul Coutard
- Production : André Michelin
- Montage : Agnès Guillemot
- Assistants réalisateur : Charles Bitsch, Jean-Pierre Léaud, Jean-Paul Savignac
- Pays d'origine :  France,  Italie
- Langue : français, anglais
- Tournage : du 4 janvier 1965 au 14 février 1965
- Format : Noir et blanc — 35 mm — 1,37:1 — Son : Mono
- Genre : Drame, espionnage et science-fiction
- Durée : 99 minutes
- Dates de sortie : 
  - France : 5 mai 1965
- Reprise : 22 février 2012 (France)

## Distribution
- Eddie Constantine : Lemmy Caution
- Anna Karina : Natacha Von Braun
- Akim Tamiroff : Henri Dickson
- Howard Vernon : Pr Leonard von Braun/Nosferatu
- Valérie Boisgel : la deuxième séductrice d'ordre 3
- Jean-Louis Comolli : Professeur Jeckell
- Jean-André Fieschi : Professeur Heckell
- László Szabó : le scientifique
- Michel Delahaye
- Jean-Pierre Léaud : le serveur à l'hôtel
- Christa Lang : la séductrice de l'hôtel de l'Étoile rouge avec Henri Dickson

## Production

### Inspirations
Jean Cocteau est l'un des artistes à avoir exercé une influence considérable sur le travail de Godard, notamment ses films. Ainsi, on peut remarquer des parallèles entre Alphaville et Orphée (1950). Par exemple, l'aventure d'Orphée en quête de Cégeste et celle de Lemmy Caution pour Harry Dickson se ressemblent ; il en va de même pour les poèmes qu'Orphée entend et les questions en forme d'aphorisme données par Alpha 60 ; la victoire d'Orphée sur la Mort par l'usage de ses dons pour la poésie et l'usage de la poésie que fait Caution pour détruire Alpha 60 ; les habitants égarés de la « Zone de la Mort » de Cocteau et les habitants d'Alphaville errants comme dans un labyrinthe après la fin d'Alpha 60 ; le conseil d'Orphée à Eurydice est le même que celui de Caution à Natacha : ne pas se retourner[réf. nécessaire].
Le personnage de Von Braun vient évidemment du professeur Wernher von Braun et celui d'Henri Dickson s'inspire du détective Harry Dickson imaginé par Jean Ray.

### Tournage
Le tournage commence le 4 janvier 1965.
Une partie du tournage en intérieurs (voir la fameuse scène « des portes ») a été effectuée au sein de la Maison de la Radio, alors récemment inaugurée, et au nouveau siège social de la société Esso, premier immeuble moderne du futur quartier d'affaires de La Défense, détruit en 1993 et remplacé par l'ensemble d'immeubles Cœur Défense.

### Attribution des rôles
C'est la première apparition de Jean-Pierre Léaud à l'écran dans un film de Godard. Il fait une petite apparition (65e minute), il joue un employé d'hôtel qui apporte le petit déjeuner à Lemmy Caution et Natacha Von Braun. Il fait ensuite une brève apparition dans Pierrot le Fou avant que Godard ne lui donne des rôles plus importants dans Masculin féminin, Made in USA ou encore La Chinoise.

## Diffusion
Le film attire 112 626 spectateurs pendant les sept semaines d'exclusivité parisienne.

## Prix et distinctions
- Ours d'or à la Berlinale 1965[4].

## Analyse

### Citations
Dans de nombreux films, Jean-Luc Godard emprunte des citations et des attitudes à la littérature. Alphaville ne fait pas exception : Jorge Luis Borges est abondamment cité sur sa conception labyrinthique du temps, l'univers totalitaire et le contrôle du langage rappellent le roman 1984 de George Orwell. La scène où Caution est interrogé par Alpha 60 multiplie les citations (« Je crois aux données immédiates de la conscience », Henri Bergson ; « Le silence de ces espaces infinis m'effraie », Blaise Pascal ; « Quel est le privilège des morts ? Ne plus mourir. », Friedrich Nietzsche). Enfin, la poésie salvatrice de Paul Éluard et sa Capitale de la douleur vont permettre à Lemmy Caution d'exécuter sa mission.
On peut également citer le commentaire « Ils ne mouraient pas tous, mais tous étaient frappés » tiré des Animaux malades de la peste de Jean de La Fontaine, ou bien encore « Car vous serez devenu mon semblable, mon frère », directement inspiré de Charles Baudelaire et de son poème introductif aux Fleurs du mal, « Au lecteur ».
Notons aussi le clin d'œil à Louis-Ferdinand Céline lorsque Lemmy Caution répond au chauffeur de taxi, qui lui a demandé par où il voulait passer : « Ça m'est égal, de toute façon, je voyage au bout de la nuit. » ; et visuellement à Chris Marker et son film La Jetée (1962).

### Un film de science-fiction au présent
Alphaville est un film de science-fiction filmé en décor réel.

### Interprétations
Pour David Sterritt, la scène dans laquelle les individus convaincus de pensées illogiques sont exécutés dans une piscine en présence d'un public qui applaudit chaque exécution est l'expression du fait que dans nos sociétés, tout peut devenir spectacle.

## Influences
Les Aventures d'Eddie Turley, film expérimental de Gérard Courant, est un hommage direct à Alphaville.
La maison de production du réalisateur finlandais Aki Kaurismäki se nomme Villealpha, en hommage au film de Jean-Luc Godard et à la Nouvelle Vague française.
Les clips One Word de Kelly Osbourne et Linger des Cranberries présentent de nombreux points communs avec Alphaville, notamment dans l'atmosphère visuelle.
Le groupe de new wave allemande Alphaville a choisi son nom en référence au film de Jean-Luc Godard.
Dans Le Passage de la nuit de Haruki Murakami, un love hotel est nommé Alphaville en référence à ce film.
Dans le troisième épisode de Ghost in the Shell: Stand Alone Complex le titre de ce film (ainsi que À bout de souffle, du même réalisateur) apparaît sur le boîtier d'un film au format 35 mm.
Le groupe de rock industriel Laibach a inclus divers passages audio du film dans la chanson Le Privilège des morts sur l'album Kapital.
Le groupe de metal expérimental Hypno5e a également inclus des extraits audio dans leur morceau Gehenne - Pt. 1 sur l'album Acid Mist Tomorrow.